# 27458 Williamwhite
27458 Williamwhite è un asteroide della fascia principale. Scoperto nel 2000, presenta un'orbita caratterizzata da un semiasse maggiore pari a 3,1108754 UA e da un'eccentricità di 0,0946839, inclinata di 0,93438° rispetto all'eclittica.